# ハノーヴァー・バンド
ハノーヴァー・バンド（英語：The Hanover Band）は英国を代表する古楽器オーケストラの一つ。

## 概要
1980年にチェロ奏者のキャロライン・ブラウンによって創設された。古典派音楽やロマン派音楽の演奏によって知られ、ヨハン・クリスティアン・バッハやフランツ・ヨーゼフ・ハイドンの体系的な交響曲集、フランツ・シューベルトの交響曲全集の録音は名盤の呼び声が高い。この1990年リリースのシューベルトや1988年にリリースされたベートーヴェンの交響曲全集は世界初の古楽器による全集録音で、後にベーレンライター版（ジョナサン・デル・マー校訂）の出版に繋がった。録音の多くはハイペリオン・レコードやNimbusレーベルでリリースされている。
これまでにロイ・グッドマンやアンソニー・ハルステッドが首席指揮者を務めてきたが、ほかにモニカ・ハジェットやチャールズ・マッケラス、ニコラス・クレーマー、ニコラス・マギーガンらの客演指揮者とも共演している。
英国のほかに、ヨーロッパ全土、北米・中米、トルコで演奏旅行を行なっており、カーネギーホールやアムステルダム・コンセルトヘボウ、ロイヤル・アルバート・ホール、ウィグモアホールに出演してきた。